# Cerro Chirripó
Cerro Chirripó – najwyższy szczyt górski Kostaryki i 5 najwyższy szczyt całej Ameryki Środkowej. Osiąga wysokość 3820 m n.p.m. (niektóre źródła podają 3819 m n.p.m.). Szczyt położony jest w paśmie górskim Cordillera de Talamanca. 
Obszar Chirripó i pozostałą część pasma Talamanca porasta pierwotny las, charakteryzujący się wysoką bioróżnorodności. Występuje tu m.in. formacja paramo z dominującymi bambusami rodzaju Chusquea. Liczne są też paprocie drzewiaste z gatunku Cyathea arborea. Izolacja niektórych wysokich szczytów doprowadziła do powstania licznych gatunków endemicznych. Chirripó zamieszkują takie zagrożone zwierzęta jak jaguary, salamandry, czy tapiry. Przyroda tego obszaru chroniona jest w założonym w 1975 parku narodowym Chirripó. 
Pod szczytem Chirripó znajduje się niewielkie jezioro polodowcowe.